# ウラジーミル・ベヒテレフ

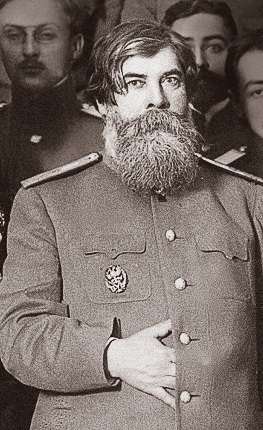
ウラジーミル・ベヒテレフ（1912年）

ウラジーミル・ミハイロヴィチ・ベヒテレフ（ロシア語: Владимир Миха́йлович　Бе́хтерев, ラテン文字転写: Vladimir Mikhailovitch Bekhterev、1857年 2月1日（ユリウス暦1月20日）- 1927年 12月24日）は、ソビエト連邦の精神科医 、精神病理学者 、心理学者。ロシア反射学の創始者。ソラリ出身。姓はベフチェーレフとも書かれる。1886年ロシア初の実験心理学研究所をカザンに創設した。神経系の解剖学および生理学に関する研究を行い、1904年に反射学の提起を行った。1918年からはペトログラードに創設された脳研究所所長。反射学の基礎的な研究方法を構築し、心理学の実験研究のための各種の道具を考案した。精神症状学については、幻覚現象の投影における外的刺激の役割を解明した。また、幻聴すなわち聴覚的錯覚の暗示作用を研究した。さらに、感受性全体さらに感覚器官の領域において、感覚的知覚の減退として現れるような精神性感覚喪失の性格を示した。

## 論文
- 「脊髄および脳髄の回路」（1896-1898年）
- 「脳の機能に関する学説の基礎」（1903-1907年）
- 「客観的心理学およびその対象」（1904年）
- 「客観的心理学」（1907-1910年）
- 「神経系疾患の一般診断学」（1911-1915年）

## 著書
- 『反射学の一般原理』（1918年）
- 『反射学一般原論』（1923年、1926年）
- 『人間の反射学の一般的基礎』（1928年）